# Front estacionari

Símbol del front estacionari

Un front estacionari és un front meteorològic, és la frontera que separa dues masses d'aire diferents, cap de les quals és prou forta per a reemplaçar l'altra. Com el seu nom indica les masses d'aire al voltant d'aquest front no es troben en moviment. En el mapa meteorològic això es representa per sèries de pics blaus i cúpules vermelles. La mida de les fletxes representa la magnitud amb la que les masses d'aire actuen una contra l'altra, que en aquest cas resulten iguals; de tal manera que l'avanç de l'aire fred entorpeix el desplaçament de l'aire calent i a l'inrevés.
Els fronts estacionaris tendeixen a romandre essencialment en la mateixa zona durant llargs períodes, i les onades de vegades es propaguen per la frontera frontal.
El vent que bufa paral·lelament en direcció al front, i no perpendicularment, ajuda que el front es quedi al seu lloc.

És difícil fer el pronòstic meteorològic amb els fronts estacionaris, ja que hi pot haver una varietat de tipus de temps meteorològics però normalment amb núvols, precipitacions perllongades i tempestes. Els fronts estacionaris es poden dissipar en diversos dies però poden canviar a fronts freds o fronts càlids si les condicions ho permeten.